# Scotopteryx impuncta
Scotopteryx impuncta là một loài bướm đêm trong họ Geometridae.